# 440
| [ Edytuj tabelę ] |                                        |
| Cesarz Bizancjum  | - 408 Teodozjusz II 450                |
| Król Franków      | - 426 Klodian 447                      |
| Władca Guptów     | - 414 Kumaragupta 455                  |
| Chan Hunów        | - 434 Bleda 445 - 434 Attyla 453       |
| Władca Korei      | - 413 Changsu 491                      |
| Król Munsteru     | - 431 Nad Froích 453                   |
| Papież            | - 432 Sykstus III 440 - 440 Leon I 461 |
| Król Persji       | - 439 Jezdegerd II 457                 |
| Cesarz Rzymu      | - 425 Walentynian III 455              |
| Król Wandalów     | - 428 Genzeryk 477                     |
| Król Wizygotów    | - 419 Teodoryk I 451                   |

Rok 440 / CDXL
stulecia: IV wiek ~
V wiek ~
VI wiek

lata: 430 «
435 «
436 «
437 «
438 «
439 «
440
» 441
» 442
» 443
» 444
» 445
» 450

## Wydarzenia
- 29 września – Św. Leon I został wybrany na papieża.

## Zmarli
- 19 sierpnia – papież Sykstus III